# نماذج جوجل
نماذج جوجل هو برنامج لإدارة الاستبيان، أصبح جزء من مجموعة جوجل Docs Editors المجانية القائمة على الويب والتي تقدمها جوجل. تشمل الخدمة أيضًا محرر مستندات جوجل وجداول بيانات جوجل والعروض التقديمية من جوجل ورسومات جوجل ومواقع جوجل وجوجل كيب. نماذج جوجل متاحة فقط كتطبيق ويب. يتيح التطبيق للمستخدمين إنشاء الاستطلاعات والاستبيانات وتعديلها عبر الإنترنت عن طريق ارسالها ومشاركتها مع مستخدمين آخرين في الوقت الفعلي. يمكن إدخال المعلومات التي تم جمعها تلقائيًا في جدول بيانات التابع لجوجل دوكيومينت. توفِّر نماذج جوجل طريقة سريعة لإجراء دراسة استقصائيَّة ونشرها على الإنترنت ثمَّ الحصول على الردود وحفظها في تطبيق جداول بيانات جوجل وإنشاء ملخَّص لها وتحليلها.

## طريقة نشر النماذج
يمكن دعوة الأشخاص للإجابة بطرائق عدَّة منها دعوتهم عبر البريد الإلكتروني أو نشر الاستبيان على موقعك أو أحد مواقع التواصل الاجتماعي، ويمكن لأولئك الأشخاص الإجابة على أسئلتك من أي متصفح ويب وفي أي وقت ومن أي مكان.

## السمات والمميزات
خضعت خدمة نماذج جوجل لعدة تحديثات على مر السنين. تشمل الميزات، على سبيل المثال لا الحصر، البحث في القائمة، وترتيب الأسئلة عشوائيًا، وقصر الردود على مرة واحدة لكل شخص، وعناوين URL أقصر، والسمات المخصصة،  كما يتم إنشاء اقتراحات الإجابة تلقائيًا عند إنشاء النماذج،  و «تحميل ملفات» للمستخدمين الذين يجيبون على الأسئلة التي تتطلب منهم مشاركة المحتوى أو الملفات من أجهزة الكمبيوتر الخاصة بهم أو جوجل Drive.
في أكتوبر 2014، قدمت جوجل وظائف إضافية لنماذج جوجل التي تمكن مطوري الطرف الثالث من إضافة ميزات جديدة إلى الاستطلاعات، بينما في يوليو 2017، قامت جوجل بتحديث النماذج لإضافة العديد من الميزات الجديدة. «التحقق الذكي من الاستجابة» قادر على اكتشاف إدخال النص في حقول النموذج لتحديد ما هو مكتوب ويطلب من المستخدم تصحيح المعلومات إذا تم إدخالها بشكل خاطئ. اعتمادًا على إعدادات مشاركة الملفات في جوجل Drive، يمكن للمستخدمين طلب تحميل الملفات من أفراد خارج الإجابات متعددة الخيارات في الجدول. في الإعدادات، يمكن للمستخدمين إجراء تغييرات تؤثر على جميع النماذج الجديدة، مثل جمع عناوين البريد الإلكتروني دائمًا. تتميز نماذج جوجل بجميع ميزات التعاون والمشاركة الموجودة في المستندات وجداول البيانات والعروض التقديمية والرسومات والمواقع.

## الاستخدام
يعتبر نماذج جوجل وسيلة فعَّالة ومجانيَّة للحصول على معلومات حول اجتماع أو مؤتمر، حيث يمكن باستعماله في العديد من الامور الحياتية والعلمية والتدريسة والتجارية منها:
- الحصول على بيانات المشاركين (معلوماتهم الشخصيَّة وطرائق التواصل معهم والوقت المناسب للاجتماع وغيره وذلك قبل بدء الاجتماع
- استخدامه بعد الانتهاء من الاجتماع للحصول على تغذية راجعة (ارتجاع) من الحاضرين والتأكُّد من الوصول إلى النتائج المرجوَّة لتطوير آلية العمل.
- استخدام الشركات لها مع زبائنهم للتأكُّد من جودة منتجهم والسعي إلى الحصول على رضى الزبون وأخذ رأيه حول المنتج سعيًا لتطويره وتحسينه
- يُستخدم أيضًا في إجراء اختبار بسيط مع إمكانيَّة تعيين عدد من النقاط لكل سؤال من الأسئلة[2]
- استطلاعات الرأي الالكترونية[7]

## الميزات
- الخدمة مجانية[8]
- قابلية مشاركة النتائج والتعديل عليها
- عرض الأسئلة استنادًا إلى الإجابات، حيث يمكنك إعداد استطلاع لا يطّلع فيه المشاركون إلا على أقسام معينة بناءً على إجاباتهم.
- توافقها مع جميع أنظمة التشغيل، مما يعني أن مربعات الاختيار، والاستبيانات المتعددة الخيارات وحقول النصوص ستكون سهلة الاستخدام للمشاركين، بغض النظر عن الجهاز الذي يستخدمونه لفتح النموذج.
- سهولة التخصيص: حيث تتيح لك نماذج جوجل إمكانية تخصيص النماذج والاستطلاعات لتتطابق مع مع العلامة التجارية من خلال القدرة على تغيير شكل الاستطلاع ليتناغم مع العلامة التجارية لمن يقوم بانشائه
- تُعتبر أداة قوية للمعلمين والطلاب من حيث كفائة العمل وسهولة الاستخدام

## أنواع الاسئلة
في نماذج جوجل يوجد العديد من أنواع الأسئلة التي يمكن استخدامها في الاستبانات والاختبارات الإلكترونية منها:
- الإجابة قصيرة: يمكن كتابة نص قصير بداخلها ويمكن تخصيصها لكتابة بريد إلكتروني أو رقم أو رابط إلكتروني
- الفقرة: تتيح للمستخدم كتابة نص طويل على شكل فقرة ويمكن التحكم بعدد الحروف المسموح كتابتها فيها.
- الخيارات المتعددة: وهي السؤال من نوع اختيار من متعدد حيث يسمح للمستخدم اختيار إجابة صحيحة واحدة فقط وتكون على شكل دوائر صغيرة.
- مربعات الاختيار: وهي السؤال من نوع اختيار متعدد حيث يسمح للمستخدم اختيار أكثر من إجابة وتكون على شكل مربعات.
- القائمة المنسدلة: تتيح للمستخدم اختيار خيار واحد من قائمة محددة مسبقاً.
- تحميل ملف: وهو خيار تم إضافته حديثاً من قبل قوقل إلى نماذج قوقل حيث تتيح هذه الخاصية للمستخدم تحميل ملف بأنواع متعددة (مستند، أو عرض تقديمي، أو جدول بيانات، أو صورة، أو ملف بي دي اف PDF، أو فيديو، أو صوت)، كما يمكن تحديد الحد الأقصى لعدد الملفات المسموح به وهو لغاية كتابة هذا المقال 10 ملفات، وتحديد الحجم المسموح به أيضاً لغاية 10 غيغابايت.
- المقياس الخطي: وهو نوع يستخدم في الاستبانات وهو يعبر عن درجة قبول عبارة معينة حسب مقياس يتم تصميمه بناء على نقاط من 1 إلى 10. ومن هذه المقاييس المشهورة جداً في عالم الاستبانات وهو مقياس ليكرت الذي يتدرج من 1 إلى 5.
- شبكة متعددة الاختيارات: وهو نوع من الأسئلة يتم استخدامه بشكل واسع في الاستبانات بحيث يكون على شكل شبكة مكونة من صفوف وأعمدة ويمكن للمستخدم اختيار خيار واحد للصف الواحد.
- شبكة مربعات الاختيار: وهو نوع من الأسئلة يتم استخدامه بشكل واسع في الاستبانات بحيث يكون على شكل شبكة مكونة من صفوف وأعمدة ويمكن للمستخدم اختيار أكثر من خيار واحد للصف الواحد.
- التاريخ: نوع من الأسئلة يتيح للمستخدم اختيار تاريخ معين عن طريق تقويم يتم عرضه في شاشة السؤال.
- الوقت: وهو نوع من الأسئلة يتم فيه تحديد قيمة الوقت.

## الروابط الخارجية
- الموقع الرسمي
- استخدام نماذج جوجل من أ إلى ي